# 1797년 프랑스 총선
1797년 프랑스 총선은 1797년에 치러진 선거로, 공화력 3년 헌법에 따른 제한선거로 오백인회 중 177인을 선출했다.

## 선거 결과
| 정당   | 선거결과 | 의석수 |
| ------ | -------- | ------ |
| 왕당파 | 105석    | 159석  |
| 공화파 | 28석     | 91석   |
| 무소속 | 44석     | 44석   |

선거를 통해 다수를 차지한 왕당파는 구시대로 회귀하려 했고, 프뤽티도르 18일의 쿠데타가 일어나게 된다.